# Nicola Larini
Nicola Larini (n. 19 martie 1964, Camaiore, Toscana, Italia) este un fost pilot italian de Formula 1.

## Cariera în Formula 1
| Sezon | Echipă                        | Puncte      | Loc clasament general |
| ----- | ----------------------------- | ----------- | --------------------- |
| 1987  | Enzo Coloni Racing Car System | 0           | -                     |
| 1988  | Osella Squadra Corse          | 0           | -                     |
| 1989  | Osella Squadra Corse          | 0           | -                     |
| 1990  | Equipe Ligier Gitanes         | 0           | -                     |
| 1991  | Modena Team                   | 0           | -                     |
| 1992  | Scuderia Ferrari              | 0           | -                     |
| 1993  | Scuderia Ferrari              | Pilot teste | -                     |
| 1994  | Scuderia Ferrari              | 6           | 14                    |
| 1995  | Scuderia Ferrari              | Pilot teste | -                     |
| 1996  | Scuderia Ferrari              | Pilot teste | -                     |
| 1997  | Red Bull Sauber Petronas      | 1           | 19                    |